# Le Touquet-Paris-Plage
Le Touquet-Paris-Plage, más conocido como Le Touquet, es un municipio situado en el norte de Francia, en el departamento del Paso de Calais, en la desembocadura del río Canche en el canal de la Mancha. A sus habitantes se les llama Touquettois.
Le Touquet es una localidad costera y estación turística importante del Costa de Ópalo, que debe su creación y su desarrollo al principio del siglo XX a dos hombres: el francés Alphonse Daloz y el británico John Whitley. La ciudad está orgullosa de su patrimonio arquitectónico y de sus 21 edificios inscritos en el "inventario suplementario de los monumentos históricos de Francia" que hacen de ella la estación balnearia con más títulos de Francia.

## Demografía
| 4064 | 4403 | 5370 | 5204 | 5596 | 5299 |
| Para los censos de 1962 a 1999 la población legal corresponde a la población sin duplicidades (Fuente: INSEE [Consultar]) |      |      |      |      |      |